# Sisyra apicalis
Sisyra apicalis är en insektsart som beskrevs av Banks 1908. Sisyra apicalis ingår i släktet Sisyra och familjen svampdjurssländor. Inga underarter finns listade i Catalogue of Life.